# Леопард (роман)
«Леопард» (итал. Il Gattopardo) — единственный роман итальянского писателя Джузеппе Томази ди Лампедузы, посвящённый теме упадка аристократического рода. Был опубликован в 1958 году, уже после смерти автора, и стал одним из самых известных произведений итальянской литературы. В 1959 году роман был удостоен престижной премии Стрега, две статьи посвятил ему Луи Арагон, который провозгласил «Леопард» «одним из великих романов нынешнего века и одним из великих романов всех времён». По мотивам романа в 1963 году Лукино Висконти поставил одноимённый фильм. В 2025 году на стриминговой платформе Netflix вышел 6-серийный фильм Леопард (сериал).

## История создания и публикации
Джузеппе Томази ди Лампедуза не занимался литературным творчеством до 1950-х годов. Отчасти из-за полушутливого соперничества с кузеном — поэтом Лучо Пикколо ди Калановелла, опубликовавшим сборник стихов в 1954 году, — Лампедуза обратился к прозе. Первоначальный замысел был скромен: рассказ «Один день из жизни сицилийца» — собственного прадеда — в день высадки Гарибальди. Однако вскоре замысел расширился, и автор упоминал о «цикле новелл», пессимистически сообщая близким, что «Улисса» написать не в состоянии (Лампедуза был одним из первых поклонников Джойса в Италии). Пасынок писателя — Джоаккино Ланца Томази — в предисловии к первому изданию собрания сочинений цитировал завещание:

«Я хочу, чтобы сделано было всё возможное для публикации „Леопарда“ (надлежащая рукопись содержится в единой тетради большого формата); разумеется, это не означает, что книга должна быть издана за счёт моих наследников, — я считал бы это большим унижением».
Рукопись была отвергнута двумя издателями и вышла в свет 11 ноября 1958 года в издательстве «Фельтринелли». В следующем году роман был удостоен престижной премии Стрега, две статьи посвятил ему Луи Арагон.
К началу 2000-х годов роман выдержал в Италии около 100 изданий, а библиография критических исследований составляет сотни названий. Сразу после выхода в свет, роман был переведён на английский, французский и немецкий языки. Первый русский перевод Г. С. Брейтбурда был выпущен в 1961 году Издательством иностранной литературы.

## Название
В современном итальянском языке слово gattopardo обозначает сервала или оцелота, относительно небольших хищников семейства кошачьих. Предполагая, что эти названия ничего не говорят русскому читателю, перевод романа 2006 года Е. Дмитриевой был опубликован под названием «Гепард».
С другой стороны, по сообщению российского историка М. Талалая, приемный сын автора романа Джоаккино Ланца Томази разъяснял, что gattopardo на сицилийском языке означает именно леопарда, что и соответствует названию первого русского перевода романа.

## Содержание
Главный герой — дон Фабрицио Корбера, князь Салина — знатный сицилийский дворянин, ставший свидетелем крушения Королевства Обеих Сицилий и привычного ему социального порядка и образа жизни. Название романа в итальянском языке обозначает хищника семейства кошачьих, помещённого на родовом гербе Лампедуза и, соответственно, вымышленного рода Салина. Сюжет линейный, роман разделён на части, а не на главы. Действие его охватывает период между 12 мая 1860 года и первой декадой мая 1910 года.

### Часть первая
Действие происходит в мае 1860 года в городском дворце Салина в Палермо и за городом. Семейство князя и его духовник — иезуит Пирроне — узнают о высадке гарибальдийской тысячи, к которой собирается присоединиться князь Танкреди Фальконери — молодой, амбициозный и отягощённый долгами племянник князя Салина. В беседах с Пирроне князь Салина озвучивает идею, что даже если Италия и будет объединена, общественная система останется неизменной, в то время как иезуит полагает, что революция приведёт к падению Римской церкви. Здесь же описаны мысли князя относительно его семейной жизни: он прижил со своей женой семерых детей, но при этом «ни разу не видел её пупка», и пользуется услугами проституток.

### Часть вторая
Действие происходит в августе 1860 года. Семейство князя отправляется в семейную резиденцию в городе Доннафугате (её прототип — Санта-Маргерита-ди-Беличе), во время путешествия Салина размышляет о захвате острова Гарибальди. Он вспоминает как гарибальдийцы — среди них и Танкреди — посещают его палермский дворец, причём Танкреди флиртовал с его дочерью Кончеттой.
В Доннафугате князя приветствует новый мэр — неродовитый дон Калоджеро Седара и органист дон Чиччо. На приёме Седара появляется с дочерью — Анджеликой, — которая производит на всех впечатление внешностью и чувственностью. После ужина падре Пирроне говорит князю, что Кончетта безответно влюблена в Танкреди. Князь отвечает, что её приданое не соответствует амбициям молодого аристократа, а воспитание и характер не позволят стать достойной партией для будущего посла в Вене или Петербурге.

### Часть третья
Действие происходит в октябре 1860 года в Доннафугате. Танкреди просит князя попросить для него руки Анджелики у дона Калоджеро. Князь Салина приглашает на охоту дона Чиччо и расспрашивает о семье Седара, причём органист возмущается фальсификацией выборов мэра, на которых Калоджеро Седара получил полное единогласие. Озлобленный дон Чиччо сообщает, что всё необъятное состояние Калоджеро получено незаконным путём, а также описывает, как тот сбежал с матерью Анджелики из отчего дома и убил тестя (арендатора Салины — Пеппе по прозвищу Дерьмо) выстрелом в спину. После этого князь Салина запер Чиччо в сарае, и начал переговоры с Калоджеро. Тот понимает все выгоды от родства со старейшим сицилийским родом и сулит большое приданое, а также сообщает, что новая власть намерена даровать ему баронский титул.

### Часть четвёртая
Действие происходит в ноябре 1860 года во дворце в Доннафугате, где Танкреди и Анджелика готовятся к свадьбе. Выясняется, что князь Салина и Калоджеро стали походить друг на друга — князь стал более неразборчивым и жестоким в коммерческих делах, а дон Седара понял значение внешнего вида и хороших манер. Танкреди наносит визит к князю в компании графа Кавриаги, которого он пытался сосватать Кончетте. Кавриаги и Танкреди одеты в мундиры королевской гвардии и публично отрекаются от гарибальдийского прошлого.
Чуть позже князя навещает сенатор из Турина — шевалье ди Мортецуоло — который предложил Салине войти в состав политической элиты нового Итальянского королевства. Отказ от сенаторства князь облёк в страстную апологию сицилийского национального характера: сицилийцы считают, что они боги, и желают только одного — вечного сна, неотличимого от смерти, потому они будут ненавидеть любого, кто пытается их разбудить. Свою речь князь завершает сентенцией о том, что он не тешит себя иллюзиями, и потому предлагает кресло сенатора Калоджеро Седара, который достаточно умён, чтобы создать себе иллюзии, необходимые на данный момент.

### Часть пятая
Действие разворачивается в феврале 1861 года. Падре Пирроне навещает родное село и наблюдает изменения после прихода новой власти — земли бенедиктинского монастыря конфискованы и распроданы местным ростовщиком. Прежние бесплатные привилегии стали приносить доход новым хозяевам. Значительное место занимает монолог Пирроне о разнице между аристократами и простолюдинами, в котором объясняется, почему князь Салина не реагирует на события революции.

### Часть шестая
Действие происходит в один вечер ноября 1862 года, когда Анджелике предстоит отправиться на её первый бал. Он организован семейством Понтелеони; в то время как Седара занят общением с аристократами, а Танкреди и Анджелика — друг другом, князь скучая, бродит по дворцу. Обнаружив картину Грёза «Смерть отца семейства», князь рассуждает, будет ли его смерть похожа на конец этого старца? Здесь его находят Танкреди и Анджелика, и уводят в бальный зал. Анджелика просит князя танцевать с ней вальс, в конце которого они оказываются единственными танцующими в зале. Понимая, как скучен будет для юных влюблённых ужин со старым дядей, князь покидает бал. В утренней дымке он наблюдает Венеру (князь увлекается астрономией) и ожидает «свидания… в подвластных ей пределах незыблемых истин и вечного покоя».

### Часть седьмая
Действие происходит в июле 1883 года в неаполитанском отеле «Тринакрия». Это первый из двух финалов романа. Князь давно ощущал упадок сил и чувствовал, что умирает. Князь вспоминает о своих живых и умерших членах семьи, особенно сыновьях, старший из которых сбежал из дома, и обосновался в Лондоне. Приняв соборование, Салина подводит итоги своей жизни, и приходит к неутешительной мысли, что из 73 лет полноценно прожил лишь три. Перед самым концом он видит Смерть в образе молодой женщины.

### Часть восьмая
Второй финал романа, действие которого происходит в мае 1910 года. Три старые девы — оставшиеся в живых дочери Салины — ожидают визита кардинала, который должен проверить подлинность святых реликвий в домашней часовне. Кончетта встречается с овдовевшей Анджеликой, которая и в свои семьдесят лет сохранила немало следов былой красоты. Кардинал осматривает часовню, ругает сестёр за образ Богородицы в алтаре, который на самом деле — светская картина, и оставляет учёного священника определять подлинность реликвий. Тот через несколько часов выносит большую корзину хлама, но утешает сестёр Салина тем, что осталось и несколько подлинных святых реликвий. Оскорблённая Кончетта возвращается в комнату, полную старых вещей — напоминаний о прежней жизни — и приходит к выводу, что портрет её отца — всего лишь несколько квадратных сантиметров холста. В порыве раздражения она велит выбросить чучело любимого дога Салины — Бендико́. «И всё успокоилось в горстке серого праха».

## Литературные и стилевые особенности
Уже первые исследователи обратили внимание на то, что автор разделил свой роман не на главы, а на части, желая подчеркнуть этим самостоятельность отдельных сегментов, на которую указывают даты в начале каждого из них. Роман складывался постепенно: первоначально текст, представлявшийся автору законченным, включал четыре части, соответствующие 1-й, 2-й, 7-й и 8-й частям опубликованного текста. Вторая часть была разбита на две, а эпизод поездки падре Пирроне на малую родину и сцена бала были написаны позже всех и вставлены в роман.
Прототипом князя Фабрицио Салина был прадед автора — князь Джулио Фабрицио Томази ди Лампедуза, — поскольку Джузеппе Томази полагал, что унаследовал от него скептицизм, любовь к уединению, интерес к астрономии и математике и пессимизм по отношению к будущему Сицилии и Италии. Известный критик и писатель Джулио Бассани в предисловии к первому изданию романа увидел в лирическом герое автопортрет автора.
Согласно Е. Солоновичу:

Публикация «Леопарда» пришлась на то время, когда неореализм в Италии исчерпал себя и тон в оценках произведений литературы задавали критики, связывавшие закат неореализма с кризисом романа как жанра. Сторонники неореалистической риторики привыкли к рабочим, крестьянам, скромным служащим, профсоюзным вожакам, партизанам в роли литературных героев и враждебно отнеслись к титулованному протагонисту, объявив дона Фабрицио ретроградом и аморальной личностью (при этом признавались такие, например, стилистические достоинства романа, как лиризм или как диапазон иронии — от мягкой до горькой, до ядовито-беспощадной). Никогда ещё в истории итальянской литературы ни один роман не вызывал такой полемики. В первых откликах на «Леопарда» неожиданно обнаружилось сходство позиций у критиков левой и правой ориентации, коммунисты и близкие им по духу оказались в одном лагере с католиками, дружно приписав автору романа неверие в прогресс, в ценность человеческой жизни, обвинив Лампедузу в непонимании исторической важности объединения Италии. Против крайности подобных оценок решительно возражали те, для кого пессимизм автора и его главного героя оправдывала логика положения, в которое их поставила жизнь.
Лампедуза не писал исторического романа, поэтому исторические вехи расставлены в тексте, скорее, для действующих лиц. Это отразилось и в поэтике — в середине текста князь Фабрицио с горечью говорит, что живёт на грани старого и нового времени, поэтому ему одинаково неуютно и в том и в другом. Роман при этом открывается молитвой «…ныне и в час смерти нашей», произносимой князем, и завершается дважды — смертью самого князя, и уничтожением семейных реликвий, в том числе чучела любимого княжеского дога. Главный мотив романа — тема смерти, которая обрывается на трагической ноте.
Рваная композиция текста позволила автору уделять разное внимание персонажам второго и третьего плана, которые оживляют повествование. «Пониманию отдельных сюжетных линий, оценке характера и поступков того или иного из героев романа помогает подчас намек на событие, не имеющее прямого отношения к основному действию, или мимолётное упоминание о ком-то далеком или даже ушедшем давно из жизни (к примеру, образ Анджелики значительно проиграл бы без истории её покойного деда Пеппе Дерьма)».
Язык романа своеобразен и поэтичен, особенно это проявляется в зарисовках — ночного Палермо, садов и дворцов князя, путевых картин, общения дона Фабрицио со звёздами и его же видение Смерти в образе прекрасной дамы. Автор склонен к избытку метафор и многослойных сравнений, что придаёт языку барочную тяжеловесность, особенно в описаниях интерьеров. Внимание к деталям позволяет судить о ностальгии автора по собственному прошлому. Е. Солонович утверждал, что последний князь ди Лампедуза писал роман для себя, прощаясь с миром, но ему было важно, чтобы его первый и последний роман прочли и другие.

## Издания на русском языке
- Томази ди Лампедуза, Джузеппе. Леопард / Пер. с ит. Г. С. Брейтбурда. — М.: Иностранная литература, 1961. — 264 с.
- Лампедуза, Томази Дж. ди. Гепард: Роман / Пер. с ит. Е. Дмитриевой; предисл. Е. Солоновича. — М.: Иностранка, 2006. — 335 с. (The Best of Иностранка). ISBN 5-94145-412-0